# Habrotrocha collaris
Habrotrocha collaris är en hjuldjursart som först beskrevs av Ehrenberg 1832.  Habrotrocha collaris ingår i släktet Habrotrocha och familjen Habrotrochidae. Arten är reproducerande i Sverige. Inga underarter finns listade i Catalogue of Life.